# Candidatura Independiente (Valladolid)
Candidatura Independiente es un partido político español fundamentalmente activo en la provincia de Valladolid. Su actividad está circunscrita a la comunidad autónoma de Castilla y León.
En 2009 se integra en Partido Castellano-Tierra Comunera.

## Ideología
Se define a sí mismo como de Centro y de Progreso, cuya meta es lograr la prosperidad y el bienestar de Castilla y León a través de mayores cuotas de libertad, a que los derechos humanos estén garantizados y a que las instituciones sean más democráticas y participativas, lo cual conllevaría la igualdad de oportunidades y el bienestar social.

## Historia
El partido se fundó en 1994. Hasta 2007, año en el que obtuvo sus mejores resultados, concurrió en los comicios como Candidatura Independiente. En 2009 se integró, junto con otras seis formaciones políticas, en el Partido de Castilla y León, denominación del Partido Castellano en dicha comunidad autónoma. En 2011 concurrió a las elecciones autonómicas y municipales bajo la denominación de Partido de Castilla y León-Candidatura Independiente (PCAL-CI) y en 2015 presentó su candidatura junto con Ciudadanos de Centro Democrático (CI-CCD). Los buenos resultados obtenidos en Valladolid lo situaron como sexta fuerza política en el Ayuntamiento; sin embargo, el partido Ciudadanos presentó una queja ante la Junta Electoral contra la estrategia de comunicación de CI, ya que la imagen corporativa y de campaña era muy similar, lo que pudo haber confundido a los votantes al acudir a las urnas.

## Resultados electorales

### Elecciones generales
Dentro de Partido Castellano-Tierra Comunera:
| Comicios | Cabeza de lista | # de votos | % de votos | Diputados | Senadores | Notas                                                           |
| -------- | --------------- | ---------- | ---------- | --------- | --------- | --------------------------------------------------------------- |
| 2000     | Pedro Arias     | 4184       | 0,02%      | 0/350     | 0/208     |                                                                 |
| 2004     | Pedro Arias     | 2421       | 0,01%      | 0/350     | 0/208     |                                                                 |
| 2016     | Pedro Arias     | 2668       | 0,01%      | 0/350     | 0/208     | Como Ciudadanos de Centro Democrático-Candidatura Independiente |

### Elecciones autonómicas (Castilla y León)
A partir de 2009 dentro de Partido Castellano-Tierra Comunera
| Comicios | Líder       | # de votos | %     | Procuradores | Notas                                                           |
| -------- | ----------- | ---------- | ----- | ------------ | --------------------------------------------------------------- |
| 1995     | Pedro Arias | 2148       | 0,14% | 0/84         |                                                                 |
| 1999     | Pedro Arias | 6784       | 0,47% | 0/83         |                                                                 |
| 2003     | Pedro Arias | 11 180     | 0,71% | 0/82         |                                                                 |
| 2007     | Pedro Arias | 16 435     | 1,08% | 0/83         |                                                                 |
| 2011     | Pedro Arias | 10 796     | 0,75% | 0/84         | Como el Partido de Castilla y León-Candidatura Independiente    |
| 2015     | Pedro Arias | 12 748     | 0,94% | 0/84         | Como Candidatura Independiente-Ciudadanos de Centro Democrático |

### Elecciones municipales
A partir de 2009 dentro de Partido Castellano-Tierra Comunera
| Comicios | Líder       | # de votos | %     | Concejales | Notas                                                           |
| -------- | ----------- | ---------- | ----- | ---------- | --------------------------------------------------------------- |
| 1995     | Pedro Arias | 2199       | 0,14% | 0/65 869   |                                                                 |
| 1999     | Pedro Arias | 810        | 0,06% | 9/65 201   |                                                                 |
| 2003     | Pedro Arias | 13 977     | 0,9%  | 65/65 510  |                                                                 |
| 2007     | Pedro Arias | 19 885     | 1,32% | 149/66 131 |                                                                 |
| 2011     | Pedro Arias | 14 889     | 1,03% | 79/68 230  | Como el Partido de Castilla y León-Candidatura Independiente    |
| 2015     | Pedro Arias | 13 483     | 0,98% | 38/67 611  | Como Candidatura Independiente-Ciudadanos de Centro Democrático |